# Till dom ensamma
Till dom ensamma är en sång skriven av Mauro Scocco, och inspelad av honom själv 1991 på albumet Dr. Space dagbok, samt utgiven på singel samma år.
Sången lyckades även ta sig in på Svensktoppen, där den låg i 22 veckor under perioden 8 december 1991-10 maj 1992, och bland annat toppade listan.
När Date tävlade i Dansbandskampen 2009 spelade de sången, och de spelade även in den 2010 på albumet Här och nu!.

## Listplaceringar
| Lista (1992) | Topplacering |
| ------------ | ------------ |
| Sverige      | 12           |

### Fotnoter
1. ↑  ”Dr. Space dagbok”. Svensk mediedatabas. 27 februari 1991. http://smdb.kb.se/catalog/id/001477129. Läst 25 juli 2014.
2. ↑  ”Till dom ensamma”. Svensk mediedatabas. 27 februari 1991. http://smdb.kb.se/catalog/id/001475582. Läst 25 juli 2014.
3. ↑  ”Svensktoppen”. Sveriges Radio. 27 februari 1991. http://sverigesradio.se/Diverse/AppData/Isidor/files/2023/3487.txt. Läst 25 juli 2014.
4. ↑  ”Svensktoppen”. Sveriges Radio. 27 februari 1992. http://sverigesradio.se/Diverse/AppData/Isidor/files/2023/3488.txt. Läst 25 juli 2014.
5. ↑  Sofia Ström (24 oktober 2009). ”Date tog revansch: Hyllades av Ledin”. Aftonbladet. http://www.aftonbladet.se/nojesbladet/article12064527.ab. Läst 25 juli 2014.
6. ↑  ”Här och nu!”. Svensk mediedatabas. 27 februari 2010. http://smdb.kb.se/catalog/id/002670064. Läst 25 juli 2014.
7. ↑  ”Till dom ensamma”. Swedishcharts. 27 februari 1992. http://swedishcharts.com/showitem.asp?interpret=Mauro+Scocco&titel=Till+dom+ensamma&cat=s. Läst 25 juli 2014.